# 維埃伊卡斯
維埃伊卡斯（Vieille Case）是加勒比海島國多米尼克聖安德魯區的一个村莊，位於該島北海岸，2001年人口726人。該地為加勒比海盜的影片搭景。

## 系譜
最常用家族姓氏包括哈密爾頓、約瑟夫、勒布朗、羅耶和西曼。

## 外部連結
- A to Z of Dominica Heritage: Vieille Case
- 維埃伊卡斯照片 （页面存档备份，存于）